# Liste zoologischer Gärten und Aquarien in Südamerika
Die Liste zoologischer Gärten und Aquarien in Südamerika enthält Zoos und Schauaquarien auf dem südamerikanischen Kontinent, sortiert nach Ländern.

## Argentinien
- Bioparque Temaikèn, Partido de Escobar
- Zoológico de Mendoza, Mendoza

## Bolivien
- Zoológico Municipal Fauna Sudamericana, Santa Cruz de la Sierra

## Brasilien
- Jardim Zoológico de Brasília, Brasília
- Parque das Aves, Foz do Iguaçu
- Zoo Pomerode, Pomerode
- Aquário de São Paulo, São Paulo
- Zoológico de São Paulo, São Paulo
- Parque Zoológico Municipal Quinzinho de Barros, Sorocaba
- Zoológico Municipal de Volta Redonda, Volta Redonda

## Chile
- Buin Zoo, Buin
- Zoológico Nacional, Santiago

## Ecuador
- Zoológico de Quito, Guayllabamba

## Guyana
- Guyana Zoological Park, Georgetown

## Kolumbien
- Zoológico de Cali, Cali
- Parque Zoológico Santa Fe, Medellín

## Venezuela
- Parque Zoológico Caricuao, Caracas
- Parque Zoológico El Pinar, Caracas
- Aquarium Valencia, Valencia

- Karte mit allen verlinkten Seiten:
- OSM |
- WikiMap